# Melecio Álvarez Garrido
Melecio Álvarez Garrido (Villalpando, 21 de marzo de 1896-Paterna, 23 de octubre de 1940) fue un anarcosindicalista español.

## Biografía
Camarero de profesión, estaba afiliado a la Confederación Nacional del Trabajo (CNT), formando parte del Sindicato de Gastronomía de la CNT en Valencia. Durante el periodo de la Segunda República participó en diversas actividades políticas. Dio la orden de asalto a los cuarteles de la Alameda. Tras el estallido de la Guerra civil se unió a las milicias confederales, participando en la organización de una columna anarquista. En octubre de 1936 fue nombrado delegado del Comité Ejecutivo Popular en el Tribunal Especial de Justicia. Se mostró partidario de la militarización de las milicias, oponiéndose abiertamente a José Pellicer —fundador de la Columna de Hierro—. Posteriormente pasaría a formar parte de comisario político del Ejército Popular de la República. Durante la contienda llegó a fungir como comisario de las brigadas mixtas 82.ª y 92.ª, combatiendo en diversos frentes. Capturado por los franquistas al final de la guerra, sería fusilado en Paterna el 23 de octubre de 1940.